# Kostadin Kostadinov
Pour les articles homonymes, voir Kostadinov.
Kostadin Stefanov Kostadinov (en bulgare : Костадин Стефанов Костадинов), né le 25 juin 1959 à Plovdiv, est un joueur et entraîneur de football bulgare.
Kostadinov évolue pendant sa carrière de footballeur au poste d'attaquant.

## Biographie

### En club
Kostadinov réalise la majeure partie de sa carrière au Trakia Plovdiv (renommé Botev Plovdiv en 1989), en Bulgarie, où il débute en 1975, à l'âge de 16 ans. 
Il ne remporte jamais le championnat de Bulgarie avec Plovdiv, mais son équipe termine deuxième en 1986 et troisième en 1981, 1983, 1985, 1987 et 1988. 
Entre 1975 et 1992 (période entrecoupée de deux courts exils au SC Braga au Portugal et à Dóxa Dráma en Grèce), il dispute 350 matchs et marque 106 buts dans le championnat bulgare. Il inscrit notamment 16 buts lors de la saison 1986-1987.
Il participe également avec le club de Plovdiv à la Coupe d'Europe des clubs champions lors de la saison 1985-1986 (2 matchs joués), inscrivant à cette occasion deux buts, contre l'IFK Göteborg.

### En équipe nationale
Kostadinov porte tout d'abord le maillot de la sélection des moins de 18 ans, équipe avec laquelle il atteint la finale du championnat d'Europe de football en 1977, avant de porter le maillot de la sélection olympique.
Il joue en faveur de l'équipe de Bulgarie de février 1979 à juin 1986. Il compte 48 sélections et 8 buts en équipe nationale. Toutefois, sur ces 48 sélections, seules 41 sont considérées comme "officielles" par la FIFA.
Il reçoit sa première sélection avec la Bulgarie le 14 février 1979, lors d'un match amical contre la Roumanie. Il inscrit son premier but avec la Bulgarie le 2 avril 1980, à l'occasion d'un match amical contre la Hongrie.
Kostadinov est retenu par le sélectionneur Ivan Vutsov afin de participer à la Coupe du monde 1986 organisée au Mexique. Lors de cette compétition, il prend part aux trois rencontres disputées son équipe, face à l'Italie, la Corée du Sud et enfin le Mexique. 

### Reconversion
Après sa retraite sportive, en 1992, il est brièvement l'entraîneur du PFC Hebar Pazardzhik (en). Il intègre par la suite l'encadrement du Botev Plovdiv, dont il est l'entraîneur en 1995-1996 puis en 2002-2003. Il est de 2008 à 2010 le directeur sportif du FC Lyubimets 2007 (en).